# Papeles en el viento
Papeles en el viento es una comedia dramática del cine argentino dirigida por Juan Taratuto y protagonizada por Diego Peretti, Pablo Rago, Pablo Echarri y Diego Torres. Se estrenó en Argentina el 8 de enero de 2015. El guion fue elaborado por Taratuto junto al escritor argentino Eduardo Sacheri sobre la base de la novela homónima de este último.

## Sinopsis
Cuando El Mono (Torres) muere, sus tres amigos de toda la vida intentan sobreponerse a la pérdida y desean garantizar el futuro económico de la pequeña hija que su amigo dejó. Para Fernando (Peretti), Mauricio (Echarri) y El Ruso (Rago), el desafío no será sencillo. Quieren recuperar una pésima pero cuantiosa inversión que El Mono realizó, cuando compró el pase de un futbolista promesa cuya carrera quedó trunca, y con eso lograr el doble objetivo de ayudar económicamente a su hija y recuperar el contacto con ella, algo que la exesposa del Mono (Dopazo) les niega, y por otro lado, llevarla a la cancha a ver a Independiente, club del que son fanáticos los cuatro amigos y en torno al que gira toda la película.

## Reparto
- Paola Barrientos
- Cacho Buenaventura
- Christian Cardoner como Dr. Williams
- Cecilia Dopazo
- Pablo Echarri como Mauricio
- Victoria Parrado como Guadalupe
- Diego Peretti como Fernando
- Daniel Rabinovich
- Pablo Rago como El Ruso
- Diego Torres como El Mono

## Fechas de estreno
| Fechas de estreno (Fuente: IMDb) |             |      |
| País                             | Fecha       | Año  |
| Argentina                        | 8 de enero  | 2015 |
| Uruguay                          | 15 de enero | 2015 |

## Recepción

### Crítica
Papeles en el viento recibió críticas mixtas por parte de la crítica especializada. Fernando López, del diario La Nación, escribió en su reseña de la película «El film prefiere hacer hincapié en lo sentimental, lo que no siempre logra. Y si el interés del relato se sostiene a duras penas es gracias a la desenvoltura de los actores y al humor filtrado en algunas líneas de diálogo.» Por su parte, Horacio Bilbao, del diario Clarín, escribió: «En el terreno de las emociones, queda en off side varias veces, en el límite de la sensiblería, salvado apenas por el oficio de los actores. (...) la sensación final es pura sonrisa emotiva.» Más dura fue la crítica del portal de Otros cines: «Fútbol, amigos, crisis laborales, negocios y una enfermedad terminal. Con esos elementos está construida esta tragicomedia que por momentos resulta demasiado forzada, subrayada, como si estuviera diseñada con el mandato de conmover como sea, a cualquier precio. El problema es que en cine uno no puede verse obligado a reaccionar de determinada manera.»; y acerca de las actuaciones de algunos intérpretes: «Tampoco ayudan las actuaciones con escasa carnadura de buenos intérpretes como Diego Peretti, Pablo Echarri y Pablo Rago».

### Desempeño comercial
La película tuvo un muy buen desempeño en la taquilla argentina (383.298 espectadores en 2015) y se convirtió en una de las películas nacionales más vistas del año.